# Открытый университет (Нидерланды)
Открытый университет (нидерл. Open Universiteit) — университет дистанционного обучения в Нидерландах. Нидерландский Открытый университет был создан по образцу Открытого университета Великобритании в 1984 году.
Открытый университет предоставляет бакалаврские и магистерские курсы по таким специализациям как менеджмент, информатика, психология, юриспруденция, культурология, экология и науки о природе, активное обучение (педагогика, только магистерский курс).

## Физическое расположение
Администрация расположена в городе Хеерлен (провинция Лимбург). Помимо основного центра в Хеерлене, Открытый университет имеет 15 представительств в других городах Нидерландов и шесть представительств в Бельгии (пять во Фландрии и одно в Брюсселе). Открытый университет сотрудничает с университетами Виллемстада (Нидерландские Антильские острова) и Парамарибо (Суринам), что даёт жителям этих стран возможность обучаться по программам Открытого университета на тех же условиях, что и жителям Нидерландов и Бельгии.

## Принципы обучения
Поступление в Открытый университет свободное, вступительных экзаменов нет. Единственное условие — возраст (не моложе 18 лет).
Обучение построено по модульной системе. Учебный материал разбит на тематические модули (например модуль «Старонидерландская живопись» в рамках курса культурологии). Модули (как правило модуль состоит из учебника, книги с заданиями и каких-либо дополнительных учебных материалов) высылаются студенту на дом по почте. Каждый модуль оплачивается отдельно. Студент может ограничиться изучением одного интересующего его модуля, а может изучать все модули курса с целью получения степени бакалавра. После изучения модуля студент сдаёт экзамен. После сдачи экзамена по всем модулям курса и написания дипломной работы (которая также рассматривается как отдельный модуль) студент получает степень бакалавра, после чего студент может продолжать обучение по той же системе для получения степени магистра. Помимо сдачи всех модулей и написания работы, для получения степени бакалавра и магистра необходимо принять участие в нескольких практических занятиях (учебные семинары и т. п.)